# José Juan Macías
José Juan Macías Guzmán (Guadalajara, 22 de septiembre de 1999) es un futbolista mexicano, se desempeña como delantero y actualmente juega en el Club Universidad Nacional de la Primera División de México.

## Trayectoria

### Inicios
JJ inicia su carrera como futbolista en las divisiones inferiores del Guadalajara en 2011, se ha desempeñado en todas las categorías desde sub-13, sub-15, sub-17, Tercera y Segunda División, en su carrera en las inferiores de Chivas marcó 41 goles en 77 partidos. En el Apertura 2016 logró el campeonato de goleo de la categoría Sub-17 tras meter 13 goles. El 10 de diciembre de 2016; se coronó campeón de la categoría sub-17 al ganarle en la final al Monterrey, Macías metió el único gol del partido que le otorgó el título a Chivas.

#### Club Deportivo Guadalajara
En 2017, con 17 años, fue ascendido al primer equipo a pedido del director técnico Matías Almeyda. El 14 de julio de 2017; José Juan Macías fue convocado por primera vez al primer equipo para disputar el partido de la final del Campeón de Campeones ante los Tigres de la UANL. El 16 de julio de 2017; debutó en la Campeón de Campeones entrando al minuto 60 por Kevin Magaña en la derrota 1-0 ante los Tigres de la UANL.
El 22 de julio de 2017; debutó en la Liga MX saliendo al minuto 64 por Isaac Brizuela en el empate 0-0 ante el Deportivo Toluca. El 28 de octubre de 2017; marcó su primer doblete en Primera División al minuto 38 y 56 jugando los 90 minutos en la victoria 3-1 ante Club Tijuana.
El 26 de julio de 2017 debutó en Copa MX, usando el número 292, jugando los 90 minutos en la derrota 2-0 ante Santos Laguna. El 9 de agosto de 2017 Macías marcó su primer gol en la Copa MX 2017 al minuto 12 jugando 73 minutos en la victoria 1-0 ante el F.C. Juárez. El 18 de octubre de 2017 debutó en un Clásico Nacional, entrando de cambio al minuto 79 por Alan Pulido en la derrota 2-1 ante el Club América. El 20 de febrero de 2018; Macías fue incluido en la lista definitiva de los 23 jugadores de Matías Almeyda que jugaron la Liga de Campeones de la Concacaf 2018 en el juego de ida ante el Cibao FC de la República Dominicana.
El 22 de febrero de 2018, José Juan Macías debutó en la ida de los octavos de final de la Liga de Campeones de la Concacaf con gol al minuto 93 y entrando de cambio al minuto 68 por Jesús Godínez en la victoria 2-0 ante el Cibao FC de República Dominicana. El 28 de febrero de 2018, marcó su segundo gol en la vuelta de los octavos de final de la Liga de Campeones de la Concacaf al minuto 56, jugando los 90 minutos en la victoria 5-0 ante el Cibao FC.

#### Club León
Previo al inicio del torneo Clausura 2019 el 17 de diciembre de 2018, se anuncia el fichaje de Macías al Club León por un año con opción a compra. En León recibió las oportunidades necesarias para mostrar su capacidad de 9 por parte del técnico Ignacio Ambríz, por lo que rápidamente se convirtió en una pieza clave del equipo y un favorito de la afición. Con sus goles constantes y aportación al juego del equipo es que el León termina como el superlíder y subcampeón del torneo e incluso rompe el récord histórico de la liga de 12 victorias consecutivas. Termina el torneo como el máximo goleador mexicano con 10 tantos.

#### Club Deportivo Guadalajara (segunda etapa)
El 10 de diciembre de 2019, al no validar la opción de compra, se oficializa el regreso de JJ Macías al Club Deportivo Guadalajara convirtiéndose en el cuarto refuerzo de cara al Clausura 2020. El 11 de enero de 2020, debuta en su segunda etapa con Chivas, donde marcó el segundo gol ante los Bravos del FC Juárez.
El 17 de julio de 2020, se convierte en el jugador con el gol más rápido en un clásico nacional, con apenas 19 segundos de haber comenzado el partido realizó un tiro cruzado venciendo al arquero, ese partido de la copa GNP por México terminó 4-3, con la victoria para las Chivas.

#### Getafe Club de Fútbol
El 5 de julio de 2021, se hace oficial el traspaso de Macías al Getafe Club de Fútbol en calidad de préstamo con opción a compra. El 14 de agosto del 2021, hace su debut en la LaLiga ante el Valencia.

#### Club Deportivo Guadalajara (tercera etapa)
El 31 de enero de 2022, no entra en planes del Getafe y se oficializa el regreso de JJ Macías al Club Deportivo Guadalajara convirtiéndose en el tercer refuerzo de cara al Clausura 2022. El 17 de febrero de 2023 el club anunció que el jugador sufrió una rotura total de ligamento cruzado anterior, lo que lo dejará fuera de las canchas de 8 a 9 meses. El 3 de diciembre de 2023, disputó su primer partido oficial en 18 meses. El 20 de junio de 2024, Guadalajara rescindió el contrato de Macías.

### Santos Laguna
El 23 de junio de 2024, Macías fichó por Santos Laguna. Tras sufrir múltiples recaídas, Macías fue descartado por un periodo indefinido el 27 de septiembre. El 11 de febrero de 2025, Santos Laguna prescindió de Macías.

## Selección nacional

### Sub-18
El 3 de abril de 2017 recibió su primera convocatoria a la sub-18 para disputar una concentración de preparación por Portugal e Indiana, Estados Unidos. El 18 de septiembre de 2017; Macías fue incluido en la lista definitiva de los 24 jugadores que jugaron el «Chang An Ford Cup International Youth Football Tournament» con sede en China. El 20 de septiembre de 2017 debutó con un hat-trick al minuto 56, 67 y al 70 en el «Chang An Ford Cup International Youth Football Tournament» jugando los 90' minutos en la victoria 5-0 ante la Tayikistán. El 22 de septiembre de 2017 Macías marcó su cuarto gol en el torneo al minuto 59 jugando los 90 minutos en la victoria 3-1 ante el Omán. El 24 de septiembre de 2017, Macías hizo un doblete al minuto 12 y 71 jugando los 90 minutos en la victoria 3-1 ante China. En el Chang An Ford Cup International Youth Football Tournament disputó todo los partidos y obtuvo los reconocimientos como máximo goleador de la competencia con 6 goles marcados y mejor jugador del torneo. México resultó campeón al vencer en la final al anfitrión.

### Sub-20
El 12 de marzo de 2018; José Juan Macías recibió su primera convocatoria a la sub-20 para disputar el 19 de marzo una concentración en el Centro de Alto Rendimiento y después viajar a Brasil para disputar el 22 de marzo y el 25 de marzo dos partido amistoso ante la selección sub-20 de Brasil, en Manaus. El 22 de marzo de 2018; José Juan Macías debutó con un gol al minuto 3, jugando los 90 minutos en el empate 1-1 ante Brasil.
El 26 de octubre de 2018; fue incluido en la lista definitiva de los 20 jugadores que jugarán el Campeonato Sub-20 2018, con sede en los Estados Unidos. El 2 de noviembre de 2018; Macías debutó con un doblete al minuto 1 y al 50 en el Campeonato Sub-20 2018 jugando 67 minutos y saliendo de cambio por Diego Hernández en la victoria 7-0 ante Nicaragua.

### Sub-21
El 22 de mayo de 2018; Macías fue incluido en la lista definitiva de los 20 jugadores que jugarían el Torneo Esperanzas de Toulon 2018, con sede en Francia. Debutó el 26 de mayo de 2018 en el Torneo Esperanzas de Toulon de 2018 jugando 65 y entrando de cambio por Diego Lainez en la victoria 4-0 ante Catar. El 11 de junio de 2018; José Juan Macías fue incluido en la lista definitiva de los 20 jugadores que jugarían el Juegos Centroamericanos y del Caribe 2018, con sede en Barranquilla, Colombia. El 23 de julio de 2018; Macías debutó en los Juegos Centroamericanos y del Caribe 2018 entrando al minuto 76 por Jorge Sánchez en la derrota 1-0 ante El Salvador.

### Sub-23
Macías fue convocado por Jaime Lozano para participar en el Preolímpico de la Concacaf 2020, marcando un gol en cuatro apariciones, donde México ganó la competencia. Estuvo en la lista final para los Juegos Olímpicos de Verano de 2020, pero se retiró debido a una lesión, siendo reemplazado posteriormente por Adrián Mora.

### Selección absoluta
El 30 de septiembre de 2019, tras sus grandes actuaciones con el Club León, fue convocado por Gerardo Martino para el partido amistoso contra la selección de Trinidad y Tobago. El 2 de octubre de 2019, debuta con la selección absoluta jugando los 90 minutos, en dicho partido marcaría su primer gol con el Tri.

### Participaciones en fases finales
| Torneo                                       | Categoría | Sede           | Resultado    | Partidos | Goles |
| -------------------------------------------- | --------- | -------------- | ------------ | -------- | ----- |
| Campeonato de la Concacaf de 2018            | Sub-20    | Estados Unidos | Subcampeón   | 8        | 10    |
| Juegos Centroamericanos y del Caribe de 2018 | Sub-21    | Barranquilla   | Primera fase | 2        | 0     |
| Preolímpico Concacaf de 2020                 | Sub-23    | Guadalajara    | Campeón      | 4        | 1     |
| Liga de Naciones Concacaf de 2019-20         | Absoluta  | Concacaf       | Subcampeón   | 4        | 3     |

## Estadísticas

### Clubes
Actualizado al último partido jugado el 15 de mayo de 2022.
| Club                       | Div.          | Temporada     | Liga  | Liga  | Liga   | Copas nacionales | Copas nacionales | Copas nacionales | Copas internacionales | Copas internacionales | Copas internacionales | Total | Total | Total  | Media goleadora |
| Club                       | Div.          | Temporada     | Part. | Goles | Asist. | Part.            | Goles            | Asist.           | Part.                 | Goles                 | Asist.                | Part. | Goles | Asist. | Media goleadora |
| -------------------------- | ------------- | ------------- | ----- | ----- | ------ | ---------------- | ---------------- | ---------------- | --------------------- | --------------------- | --------------------- | ----- | ----- | ------ | --------------- |
| C. D. Guadalajara · México | 1.ª           | 2017-18       | 16    | 3     | 0      | 6                | 1                | 0                | 6                     | 2                     | 0                     | 28    | 6     | 0      | 0.21            |
| C. D. Guadalajara · México | 1.ª           | 2018-19       | 1     | 0     | 0      | 4                | 1                | 0                | —                     | —                     | —                     | 5     | 1     | 0      | 0.2             |
| C. D. Guadalajara · México | Total club    | Total club    | 17    | 3     | 0      | 10               | 2                | 0                | 6                     | 2                     | 0                     | 33    | 7     | 0      | 0.21            |
| C. León · México           | 1.ª           | 2018-19       | 18    | 10    | 0      | 2                | 0                | 0                | —                     | —                     | —                     | 20    | 10    | 0      | 0.5             |
| C. León · México           | 1.ª           | 2019          | 20    | 9     | 2      | —                | —                | —                | —                     | —                     | —                     | 20    | 9     | 2      | 0.45            |
| C. León · México           | Total club    | Total club    | 38    | 19    | 2      | 2                | 0                | 0                | 0                     | 0                     | 0                     | 40    | 19    | 2      | 0.48            |
| C. D. Guadalajara · México | 1.ª           | 2020          | 8     | 4     | 0      | 1                | 0                | 0                | —                     | —                     | —                     | 9     | 4     | 0      | 0.44            |
| C. D. Guadalajara · México | 1.ª           | 2020-21       | 33    | 12    | 1      | —                | —                | —                | —                     | —                     | —                     | 33    | 12    | 1      | 0.36            |
| C. D. Guadalajara · México | Total club    | Total club    | 41    | 16    | 1      | 1                | 0                | 0                | 0                     | 0                     | 0                     | 42    | 16    | 1      | 0.38            |
| Getafe C. F. · España      | 1.ª           | 2021-22       | 7     | 0     | 0      | 1                | 0                | 0                | —                     | —                     | —                     | 8     | 0     | 0      | 0               |
| Getafe C. F. · España      | Total club    | Total club    | 7     | 0     | 0      | 1                | 0                | 0                | 0                     | 0                     | 0                     | 8     | 0     | 0      | 0               |
| C. D. Guadalajara · México | 1.ª           | 2022          | 11    | 4     | 0      | —                | —                | —                | —                     | —                     | —                     | 11    | 4     | 0      | 0.36            |
| C. D. Guadalajara · México | Total club    | Total club    | 11    | 4     | 0      | 0                | 0                | 0                | 0                     | 0                     | 0                     | 11    | 4     | 0      | 0.36            |
| Total carrera              | Total carrera | Total carrera | 114   | 42    | 3      | 14               | 2                | 0                | 6                     | 2                     | 0                     | 134   | 46    | 3      | 0.34            |
| 1. 2. 3.                   |               |               |       |       |        |                  |                  |                  |                       |                       |                       |       |       |        |                 |

#### Partidos en competición internacional
Se listan todos los partidos que ha jugado José Juan Macías en torneos internacionales. En 6 partidos, el mexicano totaliza 5 victorias y 1 derrota en dichas competiciones.
| Detalle de partidos en competición internacional[actualizar] | Detalle de partidos en competición internacional[actualizar] | Detalle de partidos en competición internacional[actualizar] | Detalle de partidos en competición internacional[actualizar] | Detalle de partidos en competición internacional[actualizar] | Detalle de partidos en competición internacional[actualizar] | Detalle de partidos en competición internacional[actualizar] | Detalle de partidos en competición internacional[actualizar] |
| N°                                                           | Fecha                                                        | Estadio                                                      | Local                                                        | Resultado                                                    | Visitante                                                    | Goles                                                        | Competición                                                  |
| ------------------------------------------------------------ | ------------------------------------------------------------ | ------------------------------------------------------------ | ------------------------------------------------------------ | ------------------------------------------------------------ | ------------------------------------------------------------ | ------------------------------------------------------------ | ------------------------------------------------------------ |
| 1.                                                           | 22 de febrero de 2018                                        | Estadio Cibao, Santiago, República Dominicana                | Cibao F. C.                                                  | 0-2                                                          | C. D. Guadalajara                                            | 93'                                                          | Liga de Campeones de 2018                                    |
| 2.                                                           | 28 de febrero de 2018                                        | Estadio Akron, Zapopan, México                               | C. D. Guadalajara                                            | 5-0                                                          | Cibao F. C.                                                  | 56'                                                          | Liga de Campeones de 2018                                    |
| 3.                                                           | 7 de marzo de 2018                                           | CenturyLink Field, Seattle, Estados Unidos                   | Seattle Sounders F. C.                                       | 1-0                                                          | C. D. Guadalajara                                            |                                                              | Liga de Campeones de 2018                                    |
| 4.                                                           | 14 de marzo de 2018                                          | Estadio Akron, Zapopan, México                               | C. D. Guadalajara                                            | 3-0                                                          | Seattle Sounders F. C.                                       |                                                              | Liga de Campeones de 2018                                    |

### Selección de México
Actualizado al último partido jugado el 6 de noviembre de 2018.
| Sub-18 · México | 2017  | — | — | — | —  | — | — | 5  | 9  | 5  | 9  | 1.80 |
| Sub-18 · México | Total | 0 | 0 | 0 | 0  | 0 | 0 | 5  | 9  | 5  | 9  | 1.80 |
| Sub-20 · México | 2018  | — | — | 5 | 10 | — | — | 2  | 1  | 7  | 11 | 1.57 |
| Sub-20 · México | Total | 0 | 0 | 5 | 10 | 0 | 0 | 2  | 1  | 7  | 11 | 1.57 |
| Sub-21 · México | 2018  | — | — | 2 | 0  | — | — | 3  | 0  | 5  | 0  | 0.00 |
| Sub-21 · México | Total | 0 | 0 | 2 | 0  | 0 | 0 | 3  | 0  | 5  | 0  | 0.00 |
| 'Sub-23' México | 2021  | 4 | 1 | — | —  | — | — | —  | —  | 4  | 1  | 1.00 |
| 'Sub-23' México | Total | 4 | 1 | — | —  | — | — | —  | —  | 4  | 1  | 1.00 |
| Absoluta México | 2019  | 2 | 3 | — | —  | — | — | 1  | 1  | 3  | 4  | 2.00 |
| Absoluta México | Total | 2 | 3 | — | —  | — | — | 1  | 1  | 3  | 4  | 2.00 |
| Total           | Total | 4 | 4 | 5 | 4  | 0 | 0 | 11 | 11 | 22 | 19 | 1.27 |
| 1.              |       |   |   |   |    |   |   |    |    |    |    |      |

#### Partidos internacionales
| Detalle de partidos internacionales[actualizar] | Detalle de partidos internacionales[actualizar] | Detalle de partidos internacionales[actualizar] | Detalle de partidos internacionales[actualizar] | Detalle de partidos internacionales[actualizar] | Detalle de partidos internacionales[actualizar] | Detalle de partidos internacionales[actualizar] | Detalle de partidos internacionales[actualizar] | Detalle de partidos internacionales[actualizar] |
| Gol                                             | Fecha                                           | Sede                                            | Selección                                       | Marcador                                        | Oponente                                        | Goles                                           | Competición                                     | Sust.                                           |
| Selección Sub-20                                | Selección Sub-20                                | Selección Sub-20                                | Selección Sub-20                                | Selección Sub-20                                | Selección Sub-20                                | Selección Sub-20                                | Selección Sub-20                                | Selección Sub-20                                |
| ----------------------------------------------- | ----------------------------------------------- | ----------------------------------------------- | ----------------------------------------------- | ----------------------------------------------- | ----------------------------------------------- | ----------------------------------------------- | ----------------------------------------------- | ----------------------------------------------- |
| 1.                                              | 22 de marzo de 2018                             | Arena da Amazônia, Brasil                       | México                                          | 1-1                                             | Brasil                                          | 3'                                              | Amistoso                                        | 90'                                             |
| 2.                                              | 25 de marzo de 2018                             | Arena da Amazônia, Brasil                       | México                                          | 0-0                                             | Brasil                                          |                                                 | Amistoso                                        | 90'                                             |
| 3.                                              | 2 de noviembre de 2018                          | IMG, Estados Unidos                             | México                                          | 7-0                                             | Nicaragua                                       | 1', 50'                                         | Campeonato de la Concacaf de 2018               | 67'                                             |
| 4.                                              | 4 de noviembre de 2018                          | IMG, Estados Unidos                             | México                                          | 4-0                                             | Saint-Martin                                    | 19'                                             | Campeonato de la Concacaf de 2018               | 60'                                             |
| 5.                                              | 6 de noviembre de 2018                          | IMG, Estados Unidos                             | México                                          | 2-2                                             | Jamaica                                         | 66' (pen.)                                      | Campeonato de la Concacaf de 2018               | 69'                                             |
| 6.                                              | 8 de noviembre de 2018                          | IMG, Estados Unidos                             | México                                          | 8-0                                             | Granada                                         | 30', 70'                                        | Campeonato de la Concacaf de 2018               | 76'                                             |
| 7.                                              | 10 de noviembre de 2018                         | IMG, Estados Unidos                             | México                                          | 10-0                                            | Aruba                                           | 10', 14', 42', 45'                              | Campeonato de la Concacaf de 2018               | 90'                                             |
| 8.                                              | 16 de noviembre de 2018                         | IMG, Estados Unidos                             | México                                          | 1-0                                             | El Salvador                                     |                                                 | Campeonato de la Concacaf de 2018               | 80'                                             |
| 9.                                              | 19 de noviembre de 2018                         | IMG, Estados Unidos                             | México                                          | 2-2                                             | Panamá                                          |                                                 | Campeonato de la Concacaf de 2018               | 56'                                             |
| 10.                                             | 21 de noviembre de 2018                         | IMG, Estados Unidos                             | México                                          | 0-2                                             | Estados Unidos                                  |                                                 | Campeonato de la Concacaf de 2018               | 80'                                             |
| Selección Sub-21                                |                                                 |                                                 |                                                 |                                                 |                                                 |                                                 |                                                 |                                                 |
| 1.                                              | 26 de mayo de 2018                              | Stade de Lattre de Tassigny, Francia            | México                                          | 4-0                                             | Catar                                           |                                                 | Torneo Esperanzas de Toulon de 2018             | 65'                                             |
| 2.                                              | 1 de junio de 2018                              | Stade Francis Turcan, Francia                   | México                                          | 3-1                                             | China                                           |                                                 | Torneo Esperanzas de Toulon de 2018             | 75'                                             |
| 3.                                              | 9 de junio de 2018                              | Stade Parsemain, Francia                        | México                                          | 1-2                                             | Inglaterra                                      |                                                 | Torneo Esperanzas de Toulon de 2018             | 73'                                             |
| 4.                                              | 23 de julio de 2018                             | Estadio Romelio Martínez, Colombia              | México                                          | 0-1                                             | El Salvador                                     |                                                 | Juegos Centroamericanos y del Caribe de 2018    | 76'                                             |
| 5.                                              | 25 de julio de 2018                             | Estadio Romelio Martínez, Colombia              | México                                          | 0-0                                             | Haití                                           |                                                 | Juegos Centroamericanos y del Caribe de 2018    | 67'                                             |

### Resumen estadístico
|                       | Partidos | Goles | Asistencias | Promedio |
| --------------------- | -------- | ----- | ----------- | -------- |
| Liga                  | 96       | 38    | 3           | 0.39     |
| Copas nacionales      | 13       | 2     | 0           | 0.15     |
| Copas internacionales | 6        | 2     | 0           | 0.33     |
| Selección de México   | 5        | 4     | 0           | 0.80     |
| Total                 | 120      | 46    | 3           | 0.38     |

## Palmarés

### Títulos internacionales
| Título            | Club        | País   | Año  |
| ----------------- | ----------- | ------ | ---- |
| Liga de Campeones | Guadalajara | México | 2018 |

### Distinciones individuales
| Distinción                                                      | Año  |
| --------------------------------------------------------------- | ---- |
| Máximo goleador de la Primera División de México Sub-17.        | 2016 |
| Novato de la jornada 3 de la Copa México.                       | 2017 |
| Incluido en el Once Ideal de la Jornada 15 del Apertura 2017.   | 2017 |
| Máximo goleador del Campeonato Sub-20 de la Concacaf.           | 2018 |
| Incluido en el Once Ideal del Campeonato Sub-20 de la Concacaf. | 2018 |